# Neustädter Feld
Neustädter Feld ist ein Stadtteil im Norden der Stadt Magdeburg.

## Fläche und Einwohner
Im Neustädter Feld leben 9.478 Menschen (Stand 31. Dezember 2021) auf einer Fläche von 2,0287 km². Der Stadtteil ist stark von einer in der Zeit der DDR entstandenen Plattenbausiedlung geprägt. Der Anteil an von Arbeitslosigkeit betroffenen oder von Sozialleistungen lebenden Menschen liegt über dem städtischen Durchschnitt. Der Ausländeranteil ist mit 6,4 % (Stand 2019) unterdurchschnittlich.

## Lage
Das Neustädter Feld untergliedert sich in fünf statistische Bezirke (Birkenweiler, Kleiner Silberberg, Meseberger Weg/Milchweg, Neustädter Feld Ost und Neustädter Feld West), denen jedoch im Wesentlichen statistische Bedeutung zu kommt. Im Norden grenzen die Stadtteile Sülzegrund und Kannenstieg, im Osten die Neue Neustadt, im Süden Magdeburg-Nordwest und im Westen Neu Olvenstedt und Großer Silberberg an.

## Geschichte
Bereits im 10. Jahrhundert bestand im Bereich des heutigen Neustädter Feldes das Dorf Lebersdorf, welches jedoch noch im Mittelalter zur Wüstung wurde. Das Gebiet wurde dann über Jahrhunderte hinweg im Wesentlichen landwirtschaftlich genutzt. Der Name Neustädter Feld leitet sich von der Funktion als Feldmark des östlich gelegenen Ortes Neustadt ab.
1870 wurde für die Festung Magdeburg das Fort VI errichtet, welches unmittelbar westlich an das heutige Neustädter Feld angrenzt, jedoch zum Stadtteil Nordwest gehört. Später kam als weiteres Bauwerk der Festung noch das im  nördlichen Teil des Stadtteils gelegene Zwischenwerk VIa hinzu.
1930 wurde nördlich des Olvenstedter Grasewegs die Siedlung Birkenweiler errichtet.
1977 begann dann der Bau des ab 1973 geplanten, in Plattenbauweise errichteten Neubaugebiets Neustädter Feld. Bis 1983 entstanden hier 5000 Wohnungen. Die bereits bestehende kleine Einfamilienhaussiedlung In den Meerwellen wurde vom Neubaugebiet umschlossen. Annähernd 20.000 Menschen wohnten im Stadtteil. Nach der politischen Wende von 1989 und der Deutschen Einheit verloren Wohnungen in Plattenbauten stark an Nachfrage. Die Einwohnerzahl halbierte sich innerhalb eines Jahrzehntes annähernd. Mit Fördermitteln wurden erhebliche Anteile des Wohnungsbestandes abgerissen, die übrigen Wohnungen weitgehend saniert. Die in der Zeit der DDR zum Teil stark durch die Staatsideologie bestimmten Straßennamen wurden verändert. Zur Geschichte der Straßen siehe: Magdeburger Straßen.

## Wirtschaft
Im Gebiet besteht lediglich nicht störendes Gewerbe. 2002 waren 235 Mitgliedsunternehmen der IHK und 29 Betriebe der Handwerkskammer im Stadtteil registriert.

## Bauten, Denkmäler, Grünanlagen

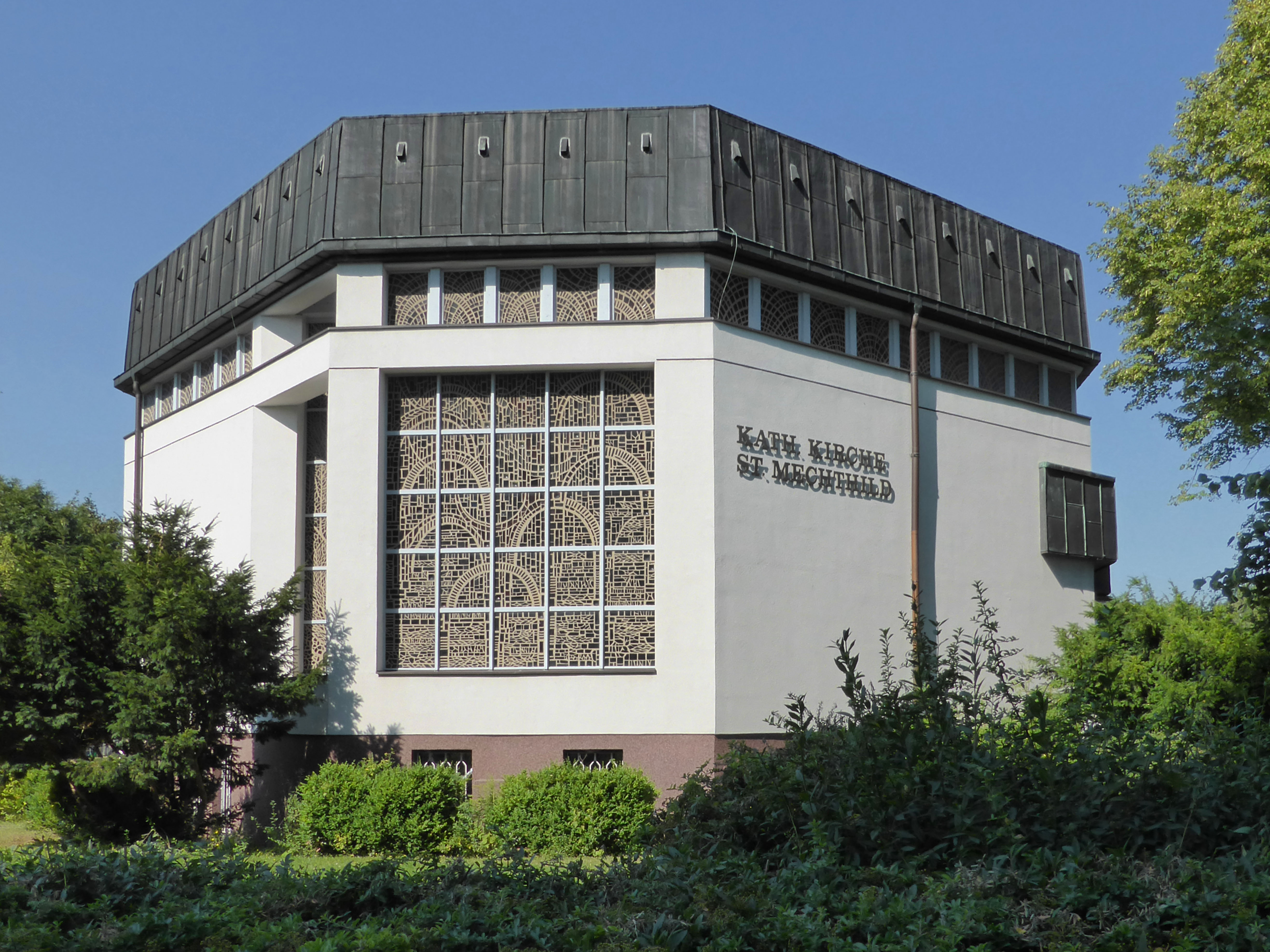
St.-Mechthild-Kirche

Zum Neustädter Feld gehören der Florapark und die 1984 errichtete katholische St.-Mechthild-Kirche. Das im Stadtteil befindliche Zwischenwerk VI a der Festung Magdeburg ist im örtlichen Denkmalverzeichnis eingetragen.